# 東洋太平洋ボクシング連盟
東洋太平洋ボクシング連盟（英: Oriental and Pacific Boxing Federation, OPBF）は、アジアとオセアニア地域を統括するボクシング団体。世界ボクシング評議会（WBC）傘下の組織。本部は加盟国の持ち回りとなっており、2024年から本部は日本にある。

## 歴史
1954年10月27日に日本、フィリピン、タイ王国の3か国で東洋ボクシング連盟（OBF）を結成して始まる。本部はフィリピンに置かれ、マヌエル・ニエトが初代会長に就任。なお、戦前に存在した東洋ボクシング連盟（OBF）との繋がりはない。
1963年にWBC創設に参加、1977年11月にオーストラリアおよびニュージーランドの加盟が承認され、東洋太平洋ボクシング連盟（OPBF）と改称される。
2008年11月3日に、中国の成都で開催された世界ボクシング評議会（WBC）の年次総会で、OPBFの本部をオーストラリアから日本に移動させることが決定された。その後、2015年よりOPBF本部はフィリピンに移動、さらに2017年10月のWBC年次総会において、2018年より再びOPBF本部を日本へ移動することが決定した。

### 女子の認定
2009年の日本への本部移動と同時に女子部門の設置も決定した。
2009年1月ランキングからは女子部門が創設され、アトム級からウェルター級まで（スーパーライト級を除く）11階級のランカーが発表された。それと同時に2008年11月29日に行われたスージー・ラマダン（オーストラリア）vsミッシェル・プレストン（ニュージーランド）の無敗対決をスーパーバンタム級王座決定戦と認定し、これに勝利したラマダンがOPBF初の女子王者となった。当初OPBFの女子タイトルマッチは10回戦と規定されていたが、10回戦を戦える女子プロボクサーがOPBF域内では絶対数が少ないため、2011年末のOPBF総会により 2012年からは8回戦に短縮することが決まった（以降も稀に10回戦となる場合もある）。創設当初、日本国内では日本女子ランキングはまだ創設されていなかったため、女子ボクサーはまず東洋太平洋でランキング入りを目指すことになっていた（2017年より日本女子育成ランキングが始動）。
2016年以降、東洋太平洋女子王座には空位となっているスーパーフェザー級以上の階級を除きほぼ日本の選手が就いている。
なお、それ以前にあった東洋女子王座（OPFBA）はOPBFとは無関係の別王座である。

### シルバー王座創設
2016年3月30日から3日間に渡りフィリピンで開かれた総会でシルバー王座創設を発表した。
当初、フィリピンGABよりOPBF戦活性化などを理由に正規王者の活動状況にかかわらず「暫定王座」として設立の意向を示し、総会期間中に当たる4月1日に3階級の「暫定王座決定戦」という名目の試合が組まれていた（1試合は引き分け）。
しかし、これに対してJBCより「権威がなくなる」等と意見を提出し、さらにWBC会長としてOPBF総会に初めて出席したマウリシオ・スライマンからの助言もあったため、暫定王座からWBCでも採用している「シルバー王座」に変わることになった。
なお、JBCはOPBFシルバー王座戦の国内開催は認めない方針を打ち出している。また、2017年10月よりJBCライセンスを保持する選手がシルバー王座獲得後、返上などにより空位となった正規王座に昇格した場合、世界タイトル挑戦資格として指名試合のクリアを義務付けた。
設立当初は運用が曖昧だったが、2018年よりルールが明確になった。また、OPBF共同会長を務める安河内剛によると、2017年まで80％が日本で挙行されたOPBFタイトル戦が2018年にはタイ、台湾、中国などでシルバー王座が導入されたことによりその比率が60％まで下がったという。

### ナショナル王座創設
2018年11月、国内タイトルを認定するコミッションのない国にOPBFが出向き、代わりにナショナル王座を認定する「OPBFナショナル王座」の創設を発表した。
12月9日にベトナムにて初のOPBFナショナル王座決定戦が行われ、ダオ・グエン・アイン・トゥアンがOPBFベトナムスーパーライト級王座を獲得した。

### 王座戦を10回戦に短縮へ
2025年に入り、試合後に選手が意識を失う事故が相次いだことを受け、安河内剛事務局長はそれまで12回戦で行われてきたOPBF王座戦を10回戦に短縮する方針を示した。
もっとも、WBC理事会は2019年に傘下団体及び地域タイトルマッチを10回戦に短縮することを決定しており、OPBFも過去にシルバー王座戦を10回戦で行ったことがあった。

## 加盟コミッション
| - オーストラリア - 中国 - フィジー - グアム - ハワイ | - 香港 - インドネシア - インド - 日本 - 韓国 | - モンゴル - ニュージーランド - フィリピン - パプアニューギニア - 中華民国 | - サモア - トンガ - タイ |  |